# 시라카와촌 (미야기현)
시라카와촌(白川村)은 1954년까지 미야기현 갓타군 북동부에 존재했던 촌이다. 현재의 시로이시시에 해당한다.

## 역사
- 1889년 4월 1일 - 정촌제 시행과 함께 5촌이 합병해 시라카와촌이 성립하였다.
- 1954년 3월 31일 -  시로이시 정, 오다이라 촌, 사이카와 촌, 고스고 촌, 오타카사와 촌, 후쿠오카 촌과 합병해 시로이시시가 되었다.

## 교통

### 철도
- 국철 도호쿠 본선